# Fraha, Rohatîn
Fraha (în ucraineană Фрага) este localitatea de reședință a comunei Fraha din raionul Rohatîn, regiunea Ivano-Frankivsk, Ucraina.

## Demografie
Componența lingvistică a localității Fraha
     Ucraineană (100%)
Conform recensământului din 2001, toată populația localității Fraha era vorbitoare de ucraineană (100%).